# Вилер (језеро)
Вилер (енгл. Wheeler Lake) је вештачко језеро у Сједињеним Америчким Државама. Налази се на територији америчких савезних држава Алабама. Површина језера износи 272 km².